# 나폴리: 위험한 유혹
《나폴리: 위험한 유혹》(Napoli velata, Naples in Veils)은 이탈리아에서 제작된 페르잔 오즈페텍 감독의 2017년 스릴러 영화이다. 페프 바라 등이 주연으로 출연하였다. 2017년 12월 28일 개봉되었다.

## 출연

### 주연
- 페프 바라
- 안나 보나이토
- 알레산드로 보르기
- 마리아 피아 칼초네
- 이사벨라 페라리